# Любимая тёща
«Любимая тёща» (фр. Belle Maman) — комедия французского режиссёра Габриэля Агийона.

## Сюжет
Заядлый холостяк адвокат Антуан наконец-то женится — на своей коллеге Северин, которая ждёт от него ребёнка. На венчании в церкви он впервые видит мать Северин, свою будущую тёщу Лею, и влюбляется в неё с первого взгляда. Но вот незадача — у Леи сложные отношения с бывшим мужем и дочерью, и вскоре она отбывает с африканцем-любовником обратно на Багамские острова…

## В ролях
- Катрин Денёв — Леа
- Венсан Линдон — Антуан
- Матильда Сенье — Северин
- Даниэль Лебрюн — Жозетт, мать Антуана
- Лин Рено — Нику, мать Леи
- Стефан Одран — Брижит
- Жан Янн — Поль, отец Северин
- Лоран Лафитт — Франк
- Идрис Эльба — Грегуар
- Артюс Де Пенгерн
- Франсуаза Лепен

## Саундтрек
- В саундтреке к фильму звучит известная французская песня «Marcia Baila» (группы Les Rita Mitsouko), которую в фильме исполняют на свадьбе Антуана и Северин Катрин Денёв, Стефан Одран, Даниэль Лебрюн и Лин Рено во время музыкальной сцены в мужском туалете[1].
- На юбилее матери на Багамах (Лин Рено) Лея (Катрин Денёв) исполняет песню «Joyeux Anniversaire Maman».